# Loopsider
Loopsider est un média vidéo français lancé en janvier 2018, spécialisé dans la diffusion de vidéos sur les réseaux sociaux.

## Historique
Le projet d'un média 100 % vidéo est initié en octobre 2017 sous le nom de Looper puis de Loopsider avec l'aide notamment de l'agence Upian,,. Le nom du média Loopsider est la fusion de deux mots anglais : « Loop » qui est une boucle et de « Sider » qui fait référence à ce qui est à côté de ce que les gens regardent.
Le média est lancé en janvier 2018 sur les réseaux sociaux par Giuseppe de Martino (ex-CEO de Dailymotion), Arnaud Maillard (ex-Discovery) et Johan Hufnagel, (ex-directeur éditorial de Libération et cofondateur de Slate.fr),. Dès le début, ils sont soutenus financièrement par le banquier d'affaires Bernard Mourad et Franck Papazian.
En 2019, Loopsider décline une version espagnole ainsi qu'une version anglaise. La même année, à l'occasion de la journée mondiale du droit à l'avortement, Loopsider lance un nouveau média Period à destination des 15-25 ans. Ce média se décline sur Instagram, Facebook et Youtube.
Cinq ans après son lancement, le média loue, en mars 2023, l'accès à son logiciel qui décrypte les algorithmes des réseaux sociaux.
En juin 2023, Daniel Křetínský via son groupe de presse CMI France acquiert 45 % du capital de Loopsider.
Le 21 juin 2023, est lancé le média Hupster, dédié à l'économie de la création.
Loopsider contribuera au lancement de T18, une nouvelle chaîne de la TNT lancée par le groupe CMI France et qui devrait voir le jour en 2025.

## Ligne éditoriale

### Publications
Entre 6 et 8 nouvelles vidéos sont publiées chaque jour. Elles sont visualisées majoritairement sur Facebook, mais également sur Twitter, Instagram, YouTube et sur Snapchat,.
Différentes thématiques sont traitées par le média telles que : l'écologie, l’environnement, la science, les technologies, la santé, le travail, les solidarités, l’égalité des droits etc,.
En novembre 2020, le site diffuse une vidéo à l'origine de l'affaire Michel Zecler,,. Les images, préalablement saisies par la police, sont diffusées par le site trois jours plus tard. David Perrotin est l'auteur de cette vidéo virale, vue près de 20 millions de fois en novembre 2020. Finalement, l’enquête en images a cumulé plus de 40 millions de vues. La diffusion de la vidéo de son interpellation par une équipe de policiers du quartier et des nombreux coups qu'il a reçus alors qu'il rentrait dans son studio d'enregistrement dans le 17e arrondissement de Paris le 21 novembre 2020 a connu un fort retentissement médiatique et politique,.
Loopsider réalise régulièrement des testings avec l'association SOS Racisme,. Le modèle de Loopsider vise à publier des contenus engageants. Ainsi en août 2022, le pure player révèle un testing réalisé en coopération avec SOS Racisme épingle, pour pratiques discriminatoires, deux plagistes de la commune de Juan-les-Pins,.
En février 2021, le média publie le témoignage d'une étudiante de l'IEP de Toulouse à visage découvert dénonçant des violences sexuelles dont des viols perpétrés par des étudiants de Sciences Po. La ministre déléguée chargée de la Citoyenneté, alors Marlène Schiappa, a réagi à la polémique #SciencesPorcs dans la continuité du mouvement #MeToo.
Dans un contexte de vives protestations à la réforme des retraites en mars 2023, Loopsider publie des enregistrements de la Brigade de répression de l'action violente motorisée (BRAV-M) dans lequel des policiers intimident et menacent des manifestants,,. L'enregistrement a provoqué de vives réactions politiques ainsi qu'un tollé sur les réseaux sociaux. À la suite de cela, le Préfet de Paris, alors Laurent Nuñez, a saisi l'Inspection générale de la Police nationale.

### Public et audience
Loopsider compte, en novembre 2022, 2 260 000 abonnés sur Facebook. Il s’adresse aux jeunes qui lisent peu, avec six à sept vidéos par jour. L'audience est majoritairement composée de femmes (à hauteur de 60 %) dans la tranche d'âge de 18 à 25 ans,,,.
Quelques mois après son lancement, le média produit des vidéos qui comptabilisent 50 millions de vues,. Depuis 2020, il génère chaque mois près de 150 millions de vues.

## Organisation
L'équipe compte en 2021 neuf journalistes permanents et une trentaine de pigistes. Des analystes, data scientists et d’experts en intelligence artificielle, six en 2021, adaptent les contenus pour les algorithmes des plates-formes,,,. Le pure player vidéo est membre du Syndicat de la presse indépendante d'information en ligne (SPIIL).

### Collaborateurs notables
- Eleonore Finkelstein[40]
- Johan Hufnagel[41]
- Bénilde Liotard[40],[42]
- Arnaud Maillard[40]
- Angèle Marrey[43],[44]
- Giuseppe de Martino[40]
- Bernard Mourad[45],[46]
- Jessie Nganga[47],[48]
- Benoît Osterberger[40]
- Franck Papazian[49]
- David Perrotin[50],[40]

### Autres médias

#### Period.
Le 28 septembre 2019, à l'occasion de la journée mondiale du droit à l'avortement, Loopsider lance un nouveau média Period. à destination des 15-25 ans. Ce média se décline sur les réseaux sociaux.
Le nom du média a plusieurs significations : point, période mais surtout règles (en anglais),.
À son lancement, le média opte pour une fréquence cinq publications par jour, qui sont  des illustrations ainsi que des vidéos,. Sa ligne éditoriale est orientée vers les questions de genre, tout ce qui touche au corps, la place des jeunes dans la société,,.

#### Hupster
En juin 2023, Loopsider lance le média Hupster, consacré à l'économie de la création. Le média se décline essentiellement en lettres d'information et en vidéos,.
La ligne éditoriale est orientée vers la technologie, l'IA, la culture, les médias, le marketing, la publicité,.

## Modèle économique
Le média 100% vidéo réalise pour sa première année, en 2018, un chiffre d'affaires de 500 000 d'euros qui triple pour l'année suivante. Pour l'année 2021, le média dirigé par Giuseppe de Martino a réalisé un chiffre d'affaires de 3,4 millions d'euros pour 150 000 euros de bénéfice,. En 2022, Loopsider a enregistré un chiffre d'affaires de plus de 4 millions d'euros pour un bénéfice net de près de 200 000 euros,.
Entre 2018 et 2019, le pure-player a levé 1,85 million d'euros avec un investissement de départ d'un million d'euros, soit un total de 2,85 millions d’euros,.
Loopsider est lauréat du cinquième appel à projets de Google pour l'innovation dans les médias ;

### Partenariats
Le modèle économique du média vidéo repose sur le brand content et la création de contenus en marque blanche,,,. Le média produit des vidéos pour une soixantaine de grandes entreprises telles que Carrefour, Veolia ou Crédit agricole, le SIG, la Semaine de l'Industrie, la Fédération de la Formation Professionnelle mais aussi Deezer et Google,. Le média cofondé par Johan Hufnagel signe un premier partenariat éditorial avec le magazine Têtu en 2020, puis un second avec le média italien Torcha en 2022,.

### Actionnariat
Outre les trois cofondateurs et actionnaires Giuseppe de Martino, Arnaud Maillard et Johan Hufnagel, sont présents dès le début dans le capital de Loopsider : Bernard Mourad et Franck Papazian, rejoints en 2019 par le fonds d’investissement Oneragtime (composé Stéphanie Hospital et Jean-Marie Messier) et d'autres investisseurs,,. En mars 2023, le milliardaire tchèque Daniel Kretinsky annonce son souhait d'investir dans l'entreprise,. En juin 2023, Daniel Kretinsky via son groupe CMI France acquiert 45 % du capital de Loopsider.

## Critiques

### Utilisation de l'Intelligence Artificielle
En juin 2024, l'utilisation des voix des journalistes du média, clonées par une intelligence artificielle générative sans leurs consentements, a fait polémique dans la rédaction. Le journal Le Monde relate que l'expérimentation de l'IA a été stoppée tandis que les journalistes réclament des règles pour encadrer son utilisation.

## Identité visuelle

Logo de Loopsider
Logo de Period.
Logo de Hupster